# Мардохей

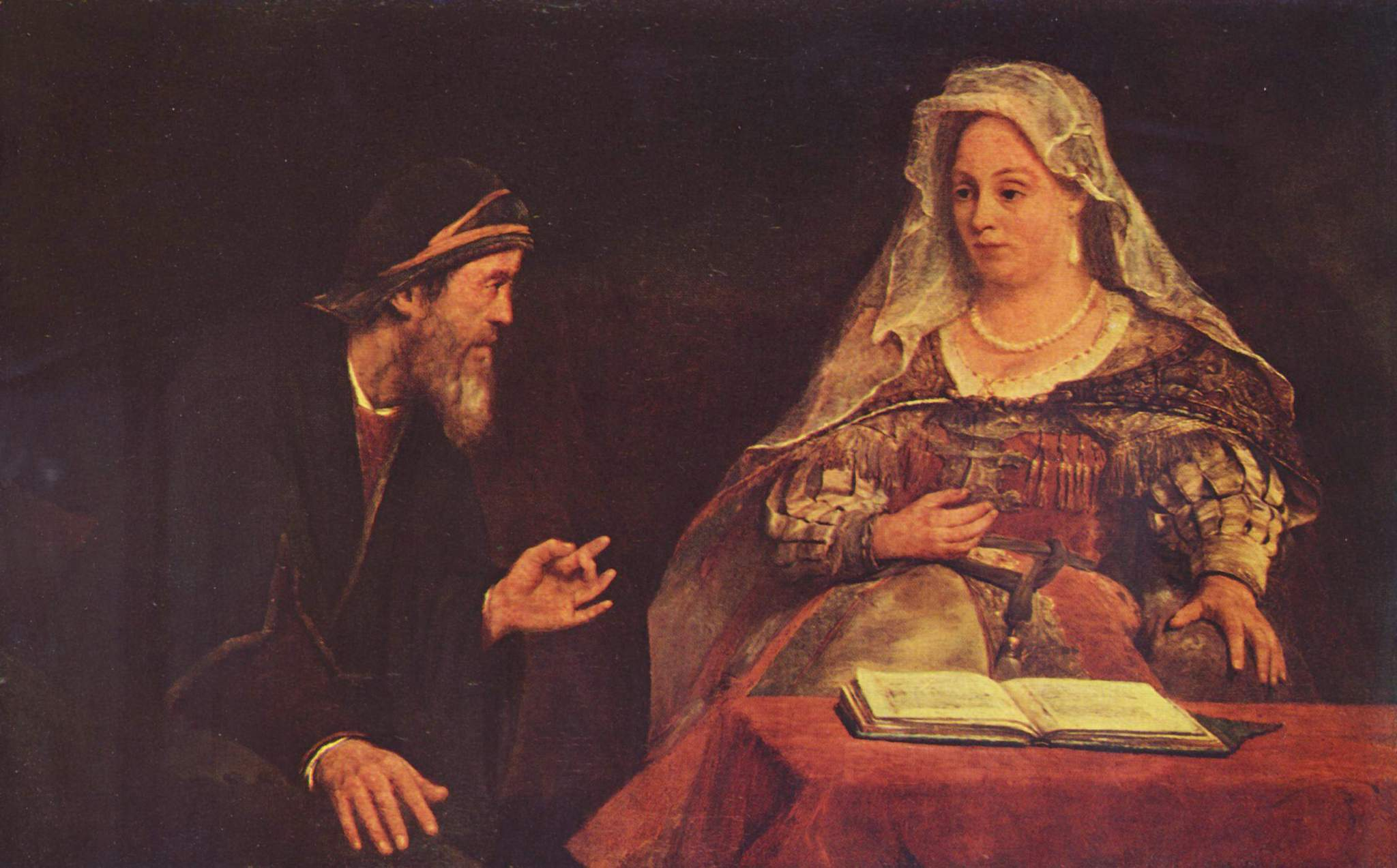
«Есфирь и Мардохей» кисти Арента де Гельдера

Мардохе́й (ивр. מרדכי‎, Мордехай; в Септ. Μαρδοχαΐος) — персонаж Ветхого Завета из Книги Есфирь, двоюродный брат Есфири, уведённый в плен при Навуходоносоре и занимавший скромное положение привратника при царском дворе в Сузах. Сыграл важную роль в истории Есфири, которая благодаря ему сделалась царицей и спасла еврейский народ от опасности, угрожавшей ему со стороны надменного и жестокого Амана.
В еврейской традиции один из героев, связанных с еврейским праздником Пурим, и упоминается как один из членов Великого Собрания, постановления которого определили жизнь еврейского народа после возвращения из Вавилонского пленения.
Еврейская агадическая литература поясняет, что у Мардохея было прозвище Билшан (Езд. 2:2, Неем. 7:7), то есть «владеющий языком» или «красноречивый».

## Библейская история
- Есф. 2:5 — Мардохей, пленный иудей из колена Вениаминова, сын Иаира, живший в Сузах при дворе Артаксеркса, воспитатель своей кузины Есфири (Гадассы), ставшей впоследствии царицей Персии. Мардохей впал в немилость Амана, главного царского вельможи, человека весьма честолюбивого и гордого. Чтобы отмстить презренному иудею, Аман составил план поголовного истребления всех иудеев в царстве. Преступный замысел однако не осуществился благодаря ходатайству царицы Есфири перед царём Артаксерксом (Ахашверош; Агасфер); сам Аман погиб на виселице, а Мардохей занял его высокое место при дворе. Место гробницы Мардохея и Есфири одни полагают в центре города Гамадана, другие — в городе Сузы[4].
- Езд. 2:2 — Мардохей из начальников иудейского народа, возвратившихся с Зоровавелем из Вавилонского плена[4].

## В искусстве
Мардохей стал персонажем ряда литературных и музыкальных произведений, посвящённых Эсфири. В частности, это трагедия Жана Расина «Эсфирь» (1689).